# قرار مجلس الأمن التابع للأمم المتحدة رقم 814
قرار مجلس الأمن التابع للأمم المتحدة رقم 814، الذي اتخذ بالإجماع في 26 مارس 1993، بعد التأكيد على قرارات 733 (1992)، 746 (1992)، 751 (1992)، 767 (1992)، 775 (1992) و794 (1993) بشأن الحرب الأهلية الدائرة في الصومال، أذن المجلس، بموجب الفصل السابع من ميثاق الأمم المتحدة، بتمديد عملية الأمم المتحدة الثانية في الصومال حتى 31 أكتوبر 1993.
بدأ القرار بالإشارة إلى تقديره للأمين العام بطرس بطرس غالي لعقده مؤتمر المصالحة الوطنية للصومال، والذي تم فيه إحراز بعض التقدم، وتمثلت فيه شريحة واسعة من الشعب الصومالي. كما رحب بعقد اجتماع الأمم المتحدة الثالث لتنسيق المساعدة الإنسانية للصومال في أديس أبابا في الفترة من 11 إلى 13 آذار / مارس 1993. ثم طلب المجلس من الأمين العام، عن طريق ممثله الخاص، القيام بما يلي:
(أ) المساعدة في توفير الإغاثة للصومال وفقا لبرنامج إعادة التأهيل الذي وضعه مكتب تنسيق الشؤون الإنسانية؛
(ب) المساعدة في إعادة اللاجئين والمشردين داخل البلد؛
(ج) تعزيز المصالحة السياسية، بما في ذلك إعادة إنشاء المؤسسات الوطنية والإقليمية والإدارات المدنية من خلال المشاركة الواسعة لجميع قطاعات المجتمع الصومالي؛
(د) تيسير إعادة إنشاء الشرطة الصومالية واستعادة القانون والنظام، بما في ذلك التحقيقات في انتهاكات القانون الإنساني الدولي؛
(هـ) المساعدة في إزالة الألغام وفي تطوير خدمات الإعلام؛
(و) تهيئة الظروف التي يمكن أن يكون للمجتمع المدني الصومالي دور في ظلها على جميع المستويات في عملية المصالحة السياسية.
ثم مدد المجلس وعزز ولاية عملية الأمم المتحدة الثانية في الصومال بموجب الفصل السابع، مؤكداً على الحاجة إلى نزع السلاح والحاجة إلى دعم فرقة العمل الموحدة . وطالب الأطراف الصومالية بالوفاء بالتزاماتها بموجب الاتفاقات التي وقعتها وضمان سلامة موظفي الأمم المتحدة وموظفي المنظمات الدولية، وكذلك مطالبة الأمين العام بفرض حظر الأسلحة المفروض من داخل الصومال بموجب القرار 733 إلى جانب الدول الأعضاء.
ثم طلب القرار من الأمين العام توفير الأمن أثناء إعادة اللاجئين إلى الوطن والمساعدة في إعادة توطين النازحين، مكرراً دعوته جميع الأطراف الصومالية إلى الكف عن انتهاكات القانون الإنساني الدولي. كما أوعز إلى بطرس غالي بأن يوجه قائد قوة عملية الأمم المتحدة الثانية في الصومال لتنظيم انتقال سريع وسلس وتدريجي من فرقة العمل الموحدة إلى عملية الأمم المتحدة الثانية في الصومال، والاحتفاظ بصندوق تلقي المساهمات في عملية الأمم المتحدة الثانية في الصومال.
واختتم القرار بالترحيب بجهود وكالات الأمم المتحدة والمنظمات الحكومية الدولية وغير الحكومية ولجنة الصليب الأحمر الدولية في الصومال؛ وطلب من الأمين العام السعي للحصول على مزيد من التمويل للمؤسسات في الصومال وإطلاع المجلس بشكل كامل على الوضع في البلاد.

## روابط خارجية
- نص القرار في undocs.org